# Ойканьє
Ойканьє (хорв. Ojkanje) — традиційний поліфонічний народний спів у Хорватії, характерний для регіонів Загора, Велебит, Лика, Кордун, та Карловаць. Як описано у The Harvard Dictionary of Music: «Ойканьє — це особливий стиль співу мелізми з різким і тривалим струсом голосу на складах oj або hoj». Згідно з експертами, ойканьє є залишком дослов'янського балканського співу з району давньої Далмації (сьогоднішня Далмація, Сербія, Боснія і Герцеговина і Чорногорія, прийнятого та збереженого хорватами і сербами.
У 2010 році ойканьє було добавлено як Ojkanje singing у список шедеврів усної та нематеріальної культурної спадщини людства, складений ЮНЕСКО.

## Географія
В Хорватії спів знаходиться в регіонах Загора, Велебит, Лика, Кордун, та Карловаць, які до війни 1990-х рр. населені сербами.  Його також можна знайти в Боснії та Герцеговині, Чорногорії та Сербії.

## Опис
Співочий стиль відзначається характерною технікою, коли співак використовує архаїчну форму співу з горла. Ойканьє описується як «вільний спів», який створюється глибоко в горлі, занурений в традиції різних місцевих громад. Його можна розділити на дві основні групи: індивідуальний спів або груповий. Лірика звичайно охоплює такі теми, як кохання, соціальні та місцеві питання, політика.
- Соло спів, також відомий як «спів у подорожі» (putničko, kiridžijsko) або «одиночний спів» (samačko) має кілька різних варіантів залежно від регіону. Одним з прикладів з регіону Конавле є «устрелялиця» (ustresalica), струшувальний тип співу, який зник у цієй громаді. У Ліці популярним був «рожанський» (rozganje) тип співу, який в даний час підтримують місцеві фольклорні групи в Карловацькому районі[3].
- Спів з двох частин, можуть виконувати чоловіки або жінки, дві або більше особ. Він поширений в районі хорватського узбережжя і далматинської глибинки. У груповому співі пісня триває до тих пір, поки співак може затримати дихання.[3] Цей тип співу називається ojkalica в глибинці Шибеника і селищах Врліка і Кієво.[3] Далі, уздовж далматинською глибинкою існують різні традиційні вокальні стилі ойканьє. У Равни-Котарі і Буковиці місцевий стиль співу називається orzenje (сербське православне населення називає його orcenje, orcanje або groktanje). Крім того, коли виконують чоловіки, сьогодні він називається treskavica, або starovinsko («старий стиль»), і коли його виконують жінки, він відомий як vojkavica[3].Treskavica також використовується в внутрішніх районах Трогіру і Каштелу, але називається grgešanje в Гребащиці, селі на північ від Примоштену. У північній частині Поліце місцеві жителі продовжують виконувати стиль kiridžijsko.[3].

## Історія
Співочість ойканьє зародилася у своєму вигляді в Динарській області.
Іван Ловрич (1756—1777) згадує  ойканьє  як частину культури Морлаха.
На початку 20-го століття Хорватська селянська партія через своє благодійне крило розпочала організовувати фольклорні фестивалі, які зосереджувалися на сільських традиціях. Традиційні танці, музика, регіональні костюми були головними акцентами інтересу, особливо в 1920-х і 1930-х роках, коли важливим доповненням цього й був спів ойканьє.
У 2008 році «ojkanje singing» було висунуто Міністерством культури Хорватії для занесення у список ЮНЕСКО шедеврів усної та нематеріальної культурної спадщини людства, що потребують термінової допомоги. У 2010 році спів був вписаний в Список шедеврів усної та нематеріальної культурної спадщини людства як представник Хорватії.

## Сучасний день
Протягом багатьох років спів ойканьє передавався від поколінь до поколінь, а співаки навчалися безпосередньо від своїх попередників. Проте в минулому столітті відбулися значні зміни в традиційному сільському житті, причому сучасні способи обігнали певні традиційні практики, що призвело до того, що молодші покоління не продовжують співати ойканьє. До того ж, недавні збройні конфлікти і скорочення сільського населення через його відтоку в міста, а також зміна способу життя призвели до різкого скорочення числа виконавців, а це, в свою чергу, стало причиною зникнення багатьох старовинних видів і стилів багатоголосого і сольного співу.
Багато фольклорних колективів виступають, щоб зберегти ойканьє. Приклади: «KUD Petrova Gora — Kordu» з Белграду і «KUD Kordun — Inđija», утворений етнічними сербами з області Кордун в Хорватії, але який тепер виступає по всій Сербії. Видатну групу «KUD Promina» з Оклая сформували п'ять місцевих жителів області, щоб зберегти та виконати місцевий спів ойканьє і вони з'явилися у відео на сайті ЮНЕСКО. Іншими культурними групами (КУД), відзначені ЮНЕСКО, які активно підтримують ойканьє, є «Света Магарета» з Великої Єльси біля Карловацю, «Гацка» з Лицько Леще, «Радовин» з Радовину, «Святий Нікола Тавелик» з Лишане-Островицьке, а також відомі люди з Сріджане (біля Трилю) і Кокорічі (біля Вргорацю). Є численні фестивалі та культурні заходи по всій Хорватії і Сербії, які показують ойканьє громадськості.
Село Пригревиця в Сомборі та інші місця в Воєводині, заселеними на Військовій границі мають музичну традицію ойканьє.